# Dailymotion
Dailymotion là một trang web dịch vụ chia sẻ video của Pháp được sở hữu (đa số) và quản lý bởi Vivendi; có trụ sở tại Quận 18, Paris, Pháp. Theo comScore, Dailymotion là trang web video lớn thứ hai thế giới, sau YouTube. Hiện Dailymotion đã có phiên bản của hơn 183 ngôn ngữ và 43 phiên bản bản địa phương khác nhau với các trang chủ và nội dung riêng trên toàn thế giới. Trang web hiện giờ đã có hơn 300 triệu người dùng hàng tháng.

## Lịch sử
Vào tháng 3 năm 2005, Benjamin Bejbaum và Olivier Poitrey đã thành lập trang web với tên miền Dailymotion.com. Sáu cá nhân đã góp khoảng hơn 6.000 euro (9.271 đô la Mỹ) để bắt đầu kinh doanh. Vào tháng 9 năm 2006, Dailymotion đã gây quỹ với sự hợp tác của Atlas Ventures và Partech International. Họ đã huy động được 7 triệu euro - được coi là số tiền được huy động nhiều nhất trong năm 2006 từ Web 2.0 của Pháp. Vào tháng 10 năm 2009, chính phủ Pháp đã đầu tư vào Dailymotion thông qua Quỹ đầu tư chiến lược.
Từ tháng 10 năm 2010, trang web đã nhận được hơn 72 triệu lượt người truy cập hàng tháng và là một trong top 50 trang web truy cập nhiều nhất trên thế giới.
Từ 18 tháng 2 năm 2008, trang web hỗ trợ nội dung video có thể chạy ở 720p HD, nhưng tỷ lệ bit là ít hơn đáng kể so với 09/05 Mbps chất lượng HD dự kiến.
Vào ngày 25 tháng 1 năm 2011, Orange đã  mua lại 49% cổ phần của Dailymotion với giá 62 triệu euro, trong khi định giá công ty là 120 triệu euro.
Vào ngày 10 tháng 1 năm 2013, Orange đã mua 51% còn lại với giá 61 triệu euro. Vào khoảng ngày 2 tháng 5 năm 2013, chính phủ Pháp đã chặn việc Yahoo! mua lại phần lớn cổ phần của Dailymotion.
Vào ngày 25 tháng 2 năm 2014, Orange tiết lộ họ đang thảo luận với Microsoft về một thỏa thuận có thể đưa Dailymotion mở rộng thị trường Hoa Kỳ. Trong một cuộc phỏng vấn với một đài truyền hình địa phương ở Barcelona, Stéphane Richard, Giám đốc điều hành của Orange, nói rằng có "hy vọng lớn" sẽ đạt được một thỏa thuận. Bất kỳ thỏa thuận nào cũng chứng kiến Orange giữ lại phần lớn quyền sở hữu của Dailymotion. Richard cho biết công ty của ông đang đàm phán với các đối tác tiềm năng khác cũng như nhằm mở rộng sức hút quốc tế của Dailymotion, nhưng cho biết các cuộc thảo luận với những người khác liên quan nhiều hơn đến nội dung.
Vào năm 2015, Vivendi đã mua 80% cổ phần của Dailymotion từ Orange SA và tăng tỷ lệ sở hữu lên 90% vào tháng 9 năm đó.
Vào tháng 9 năm 2020, Dailymotion đã hợp tác với Mi Video - ứng dụng video toàn cầu do Xiaomi phát triển. Sự hợp tác này sẽ giúp Mi Video tăng được mức độ tương tác với khán giả và tiếp tục đà phát triển. Quyền truy cập vào danh mục âm nhạc, giải trí, thể thao và tin tức toàn cầu và khu vực của Dailymotion sẽ được cung cấp cho người dùng Mi Video.

## Rắc rối về pháp lý và bản quyền
Vào tháng 6 năm 2007, Dailymotion đã bị Tòa án Tối cao Paris phát hiện ra việc vi phạm bản quyền. Các thẩm phán cho rằng Dailymotion là nhà cung cấp dịch vụ lưu trữ chứ không phải nhà xuất bản, nhưng họ phải chịu trách nhiệm về việc vi phạm bản quyền, vì họ nhận thức được sự hiện diện của nội dung bất hợp pháp trên trang web của mình. Những nội dung bất hợp pháp như vậy có thể là tài liệu có bản quyền được tải lên Dailymotion bởi người dùng Dailymotion. Các thẩm phán ở Paris cho rằng Dailymotion biết rằng các video bất hợp pháp đã được đưa lên mạng trên trang web của mình và do đó, họ sẽ phải chịu trách nhiệm về các hành vi vi phạm bản quyền, vì trang web đã cố tình cung cấp cho người dùng phương tiện để thực hiện hành vi vi phạm.
Vào tháng 12 năm 2014, Dailymotion tiếp tục bị phạt 1,3 triệu euro. Các Tòa án cấp phúc thẩm (Paris) đã nhận thấy rằng các trang web có vi phạm bản quyền của Pháp (đài truyền hình TF1 và kênh tin tức LCI). Tòa án sau đó đã phán quyết rằng Dailymotion đã không thực hiện các hành động chống lại người dùng đăng nội dung TF1 trực tuyến một cách bất hợp pháp.

## Kiểm duyệt

### Ấn Độ
Dailymotion đã bị cấm ở Ấn Độ vào tháng 5 năm 2012, nhưng trong tháng tiếp theo, Ấn Độ đã bỏ chặn quyền truy cập vào các trang web chia sẻ tệp và video bao gồm cả Dailymotion. Kết quả các Tòa án tối cao Madras đã thay đổi các trật tự trước đó của nó, giải thích rằng những URL cụ thể mang nội dung sao chép bất hợp pháp thì sẽ bị chặn, không phải toàn bộ trang web. Nhưng sau đó Dailymotion đã lại bị cấm ở Ấn Độ vào tháng 12 năm 2014 do Chính phủ lo ngại rằng trang web này có thể lưu trữ các video liên quan đến tuyên truyền của ISIS. Tuy nhiên, vào ngày 31 tháng 12, Dailymotion lại bị bỏ chặn ở Ấn Độ.

### Triều Tiên
Dailymotion đã bị chặn ở Triều Tiên vì luật của nước này liên quan đến Internet và khả năng truy cập của nó. Chính phủ Triều Tiên đã cảnh báo rằng bất kỳ ai cố gắng truy cập mà không được cấp phép đặc biệt thì sẽ bị trừng phạt.

### Kazakhstan
Dailymotion đã bị cấm ở Kazakhstan từ tháng 8 năm 2011.

### Nga
Vào năm 2017, Dailymotion đã bị chặn ở Nga vì nhiều lần vi phạm bản quyền.